# Trophodeinus chelifer
Trophodeinus chelifer är en tvåvingeart som beskrevs av Borgmeier 1963. Trophodeinus chelifer ingår i släktet Trophodeinus och familjen puckelflugor. Inga underarter finns listade i Catalogue of Life.